# Georges Wolinski
Georges David Wolinski, född 28 juni 1934 i Tunis i Tunisien, död 7 januari 2015 i Paris, var en fransk serieskapare och satirtecknare. Den mycket produktive Wolinski debuterade som professionell skämttecknare 1958 och tecknade under karriären för en stor mängd franska dags-, serie- och veckotidningar. Han var under 1970-talet chefredaktör för serietidningen Charlie Mensuel.
Georges Wolinski är sparsamt översatt till andra språk. Han finns dock på italienska, och under 1980-talet kom ett knappt tiotal album i svensk översättning.
På senare år var Wolinski bland annat medarbetare på satirtidningen Charlie Hebdo. År 2015 mördades han i terrorattacken mot tidningens redaktion.

## Biografi
Georges Wolinski växte upp i Tunis med en far från Polen och en mor från Tunisien. Hans far mördades när han var två år gammal. Efter andra världskriget 1945 flyttade han till Paris, där han studerade arkitektur.
Han avbröt arkitektutbildningen för att på heltid teckna skämtteckningar, och 1958 började han teckna för tidskriften Rustica. År 1961 blev han medarbetare på den nystartade tidskriften Hara-Kiri. År 1965 utgavs teckningar och serier för Hara-Kiri i Wolinskis första album, Histoires lamentables (Bedrövliga berättelser).
I samband med majrevolten i Frankrike 1968 grundade Wolinski den satiriska tidskriften L'Enragé tillsammans med Siné. Mellan 1970 och 1981 var Wolinski chefredaktör för vuxenserietidningen Charlie Mensuel.

### Paulette
I början av 1970-talet inledde Wolinski ett samarbete med tecknaren Georges Pichard, och tillsammans skapade de serien Paulette, som följetongspublicerades i Charlie Mensuel. Serien följde den unga arvtagerskan Paulette Gulderbilt genom en mängd äventyr, där hon gång på gång hamnade i svårigheter med eller utan sadomasochistisk underton. Paulette var en samling rapsodiska historier berättade ur ett vänsterperspektiv.
Serien publicerades i album 1971-84. År 1988 utgav förlaget Albin Michel en samlingsvolym med samtliga sju album. Serien översattes delvis till italienska och svenska. År 1986 gjordes långfilmen Paulette, la pauvre petite milliardaire (Paulette, den stackars lilla miljardärskan).

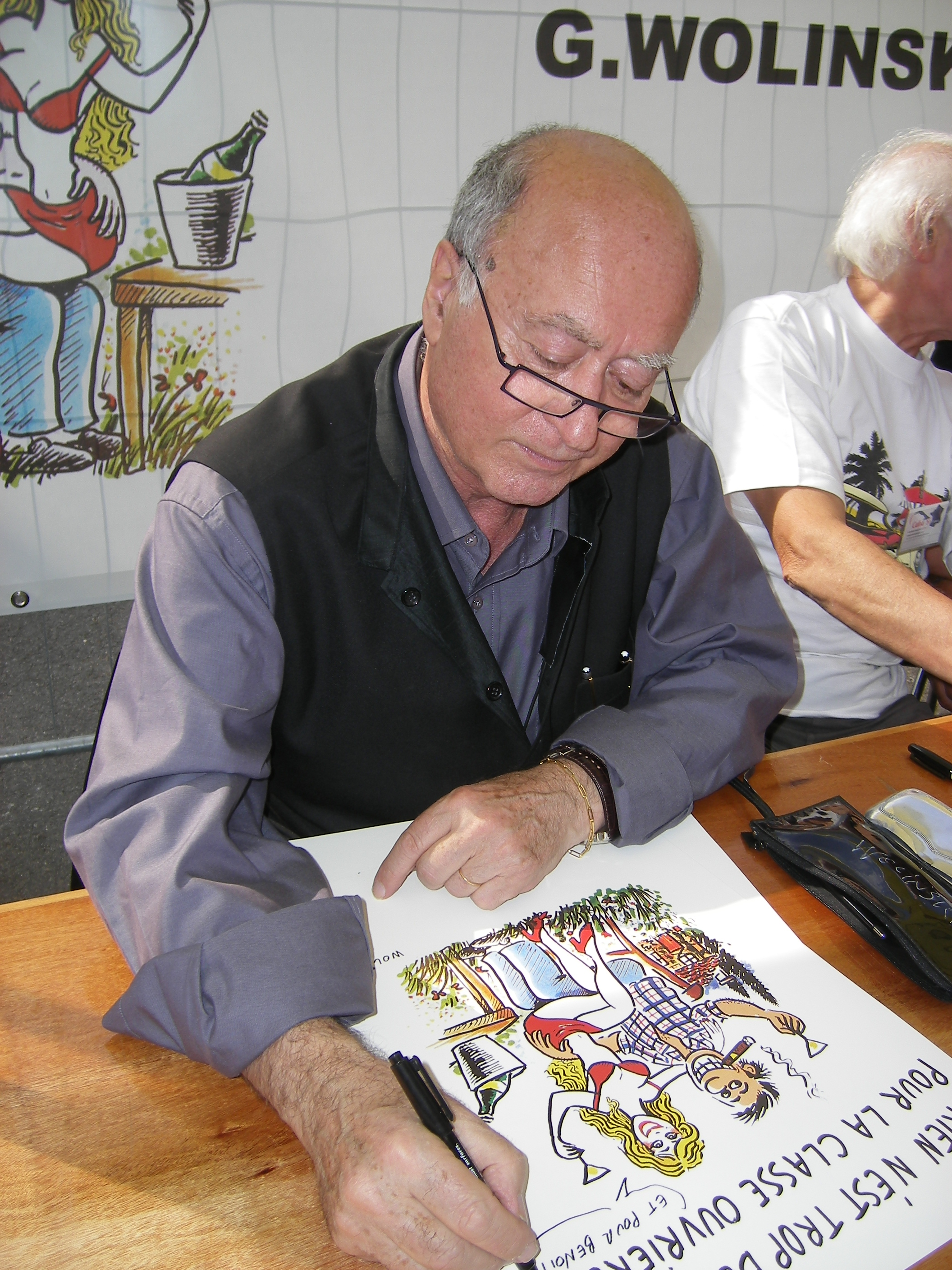
Georges Wolinski på 2007 års Fête de l'Huma, organiserad av L'Humanité.

### Stor produktion, färre översättningar
Georges Wolinski publicerades också i Libération, Paris Match, L'Écho des Savanes och Charlie Hebdo. I slutet av 1970-talet tecknade han för L'Humanité. Bilderna och korta serierna återutgavs i tre album.
Han var en mycket produktiv tecknare och serieskapare med en enkel men effektiv linjeföring, och i Frankrike har ett drygt 90-tal samlingsalbum med serier och teckningar givits ut. Endast en mindre del är utgiven på andra språk, då främst på italienska och svenska. På 1980-talet publicerades han på svenska av förlagen Ottar, Forum och Brombergs. Under årtiondet gav RSR Epix dessutom ut två album i serien Paulette (teckningar av Georges Pichard), som del i albumkollektionen/albumtidningen Pox Special.

### Senare år
Georges Wolinski var aktiv som tecknare även under senare år. Så sent som 2014 kom albumet Les villages des femmes och han fortsatte som medarbetare i Charlie Hebdo. I januari 2015 mördades han i attentatet mot tidningens redaktion.

## Stil
Georges Wolinski tecknade i en enkel men effektiv stil, och hans egna teckningar och serier kretsade ofta kring samhällsfrågor, könsroller och sex. Den feministiska rörelsen var en av alla Wolinskis måltavlor i sin satir.
Hans manus till den erotiska äventyrsserien Paulette (tecknad av Georges Pichard) var dock i ett helt annat register. Det rapsodiskt berättade manuset hade en politiskt vänsterperspektiv, samtidigt som serien kombinerade detta med en ofta sadomasochistisk ton; Pichards detaljerade teckningar bidrog också till den tonen.